# 明治
明治（日语：／ Meiji），是日本明治天皇在位期间使用的年号。时间为公历1868年10月23日（慶應四年九月八日）至1912年7月30日。
明治的前一個年號为慶應，後一個为大正，是日本最初年号大化以来的第244个年号，同时也是日本施行一世一元制以来首个年号。
明治时代期间日本过渡至宪政体制，是日本宪政以来最初的年号。

## 改元
- 慶應四年九月八日（公元1868年10月23日）：明治天皇践祚两年後举行即位大典，改元明治。
- 1912年（明治45年）7月30日（日本从公元1873年1月1日起使用公历并废除旧历）：明治天皇去世，大正天皇即位，改元大正。

## 名稱來源
「明治」一詞出自《易經·說卦傳》之「聖人南面而聽天下，嚮明而治」。

## 年表
- 明治元年（1868年）：一世一元制；迁都东京
- 明治2年（1869年）：戊辰戰爭結束；版籍奉還
- 明治4年（1871年）：廢藩置縣；日清修好條規；新货条例；岩倉使節團出使外國。
- 明治5年（1872年）：格里曆的採用（11月9日的改暦詔書。明治5年12月2日（和曆）的翌日作為明治6年1月1日）。
- 明治6年（1873年）：征兵令；地租改正；明治六年政變（西鄉隆盛；板垣退助等下野）
- 明治7年（1874年）：民撰議院設立建白書；台灣出兵
- 明治8年（1875年）：樺太千島交換條約
- 明治9年（1876年）：日朝修好条規；廢刀令
- 明治10年（1877年）：西南戰爭（- 明治11年）
- 明治11年（1878年）：地方三新法；大久保利通遇刺身亡；竹橋事件
- 明治12年（1879年）：8月31日；皇太子明宮嘉仁親王（大正天皇）誕生；沖繩縣設置（琉球處分）
- 明治13年（1880年）：国会期成同盟結成
- 明治14年（1881年）：明治十四年政變；國會開設的詔書發佈。→大隈重信垮台後；大藏卿松方正義的松方通貨緊縮
- 明治15年（1882年）：福島事件；壬午兵變
- 明治17年（1884年）：群馬事件；加波山事件；秩父事件；甲申政变；大同團結運動
- 明治18年（1885年）：大阪事件；銀本位制；天津條約；内閣制開始實施
- 明治19年（1886年）：诺曼顿号事件
- 明治20年（1887年）：保安条例
- 明治21年（1888年）：开设海军大学校；缔结日墨修好通商条约；香川县从爱媛县中分离
- 明治22年（1889年）：《大日本帝國憲法》發布，施行市制；町村制
- 明治23年（1890年）：第1屆日本眾議院議員總選舉；第1回帝國議會召集；『教育敕語』發布
- 明治24年（1891年）：大津事件；下濑雅允研制出下濑火药；足尾銅山礦毒事件；濃尾地震
- 明治25年（1892年）：第2届众議院議員总選举
- 明治26年（1893年）：第3届众議院議員总選举；长井长义自麻黄碱合成出甲基苯丙胺
- 明治27年（1894年）：甲午農民戰爭→日英通商航海條約→日清戰爭→（明治28年）
- 明治28年（1895年）：馬關條約签署，日本获得台湾、澎湖列岛、辽东半岛，三国干涉下辽东半岛主权复归中国；乙未戰爭開始
- 明治29年（1896年）：明治三陆地震
- 明治30年（1897年）：制定货币法
- 明治31年（1898年）：第5届众議院議員总選举；第6届众議院議員总選举
- 明治33年（1900年）：皇太子嘉仁親王（大正天皇）與九條節子結婚；義和團事件；治安警察法
- 明治34年（1901年）：4月29日；皇太孫迪宮裕仁親王（昭和天皇）誕生。足尾銅山礦毒事件；國營八幡製鐵所開始作業；高峰让吉首次分离出肾上腺素
- 明治35年（1902年）：日英同盟
- 明治37年（1904年）：日俄戰爭
- 明治38年（1905年）：对马海峡海战；樸茨茅斯條約；日比谷縱火事件；第二次日韓協約
- 明治39年（1906年）：颁布铁道国有法；设立南滿州鐵道。
- 明治40年（1907年）：海牙密使事件
- 明治41年（1908年）：赤旗事件；台鐵縱貫線全線通車，在台中公園湖心亭舉辦通車儀式
- 明治42年（1909年）：伊藤博文遇刺身亡
- 明治43年（1910年）：日韓併合；大逆事件；铃木梅太郎从米糠中提取出了抗脚气病酸，将它命名为硫胺（维生素B1）
- 明治44年（1911年）：关税自主权的回復；幕末以来的不平等條約完全廢除。
- 明治45年（1912年）：7月30日；明治天皇駕崩；大正改元

## 与公历的对照表
明治元年（明治元年从公元1868年10月23日开始）到明治五年，日本仍与以前一样使用旧历。日本从公元1873年1月1日起使用公历并废除旧历，规定明治五年十二月二日（公元1872年12月31日）为明治五年最后一天，公元1873年全年为明治六年，以此类推。因此，明治年号的纪年与公历纪年的对照情况如下表所示：
| 明治 | 元年   | 2年    | 3年    | 4年    | 5年    | 6年    | 7年    | 8年    | 9年    | 10年   |
| ---- | ------ | ------ | ------ | ------ | ------ | ------ | ------ | ------ | ------ | ------ |
| 西元 | 1868年 | 1869年 | 1870年 | 1871年 | 1872年 | 1873年 | 1874年 | 1875年 | 1876年 | 1877年 |
| 干支 | 戊辰   | 己巳   | 庚午   | 辛未   | 壬申   | 癸酉   | 甲戌   | 乙亥   | 丙子   | 丁丑   |
| 明治 | 11年   | 12年   | 13年   | 14年   | 15年   | 16年   | 17年   | 18年   | 19年   | 20年   |
| 西元 | 1878年 | 1879年 | 1880年 | 1881年 | 1882年 | 1883年 | 1884年 | 1885年 | 1886年 | 1887年 |
| 干支 | 戊寅   | 己卯   | 庚辰   | 辛巳   | 壬午   | 癸未   | 甲申   | 乙酉   | 丙戌   | 丁亥   |
| 明治 | 21年   | 22年   | 23年   | 24年   | 25年   | 26年   | 27年   | 28年   | 29年   | 30年   |
| 西元 | 1888年 | 1889年 | 1890年 | 1891年 | 1892年 | 1893年 | 1894年 | 1895年 | 1896年 | 1897年 |
| 干支 | 戊子   | 己丑   | 庚寅   | 辛卯   | 壬辰   | 癸巳   | 甲午   | 乙未   | 丙申   | 丁酉   |
| 明治 | 31年   | 32年   | 33年   | 34年   | 35年   | 36年   | 37年   | 38年   | 39年   | 40年   |
| 西元 | 1898年 | 1899年 | 1900年 | 1901年 | 1902年 | 1903年 | 1904年 | 1905年 | 1906年 | 1907年 |
| 干支 | 戊戌   | 己亥   | 庚子   | 辛丑   | 壬寅   | 癸卯   | 甲辰   | 乙巳   | 丙午   | 丁未   |
| 明治 | 41年   | 42年   | 43年   | 44年   | 45年   |        |        |        |        |        |
| 西元 | 1908年 | 1909年 | 1910年 | 1911年 | 1912年 |        |        |        |        |        |
| 干支 | 戊申   | 己酉   | 庚戌   | 辛亥   | 壬子   |        |        |        |        |        |

## 同期存在的其他政權之紀年
- 中國
  - 同治（1862年－1874年）：清朝—清穆宗載淳年號。
  - 光緒（1875年－1908年）：清朝—清德宗載湉年號。
  - 宣統（1909年－1911年）：清朝—清遜帝溥儀年號。
  - 大明國（1902年）：洪全福年號。
  - 興洪（1905年）：僧大開、陳魁鰲年號。
  - 共戴（1911年－1915年，1921年－1924年）：大蒙古國—博克多汗年號。
  - 民國紀年（1912年1月1日起）：中華民國紀元。
- 台灣
  - 永清（1895年）：台灣民主國年號。
  - 天運（1896年）：鐵國山政權年號。
  - 大靖（1897年－1899年）：大靖政權年號。
- 朝鮮半島
  - 開國（1894年－1895年）朝鮮國—高宗李熙年號。
  - 建陽（1896年－1897年）朝鲜国—高宗李熙年號。
  - 光武（1897年－1907年）大韓帝國—高宗李熙年號。
  - 隆熙（1907年－1910年），大韓帝國—純宗李坧年號。
- 越南
  - 嗣德（1848年－1883年）：阮朝—嗣德帝、育德帝、協和帝年號。
  - 建福（1884年）：阮朝—建福帝年號。
  - 咸宜（1885年）：阮朝—咸宜帝年號。
  - 同慶（1885年－1888年）：阮朝—同慶帝年號。
  - 成泰（1889年－1907年）：阮朝—成泰帝年号。
  - 维新（1907年－1916年）：阮朝—維新帝年號。

## 外部連結
- 明治史研究のためのリンク集 （页面存档备份，存于）
- 明治历史网 （页面存档备份，存于）

| 前一年號： 慶應 | 日本年號 明治 | 下一年號： 大正 |